# Francesc Daniel Molina i Casamajó

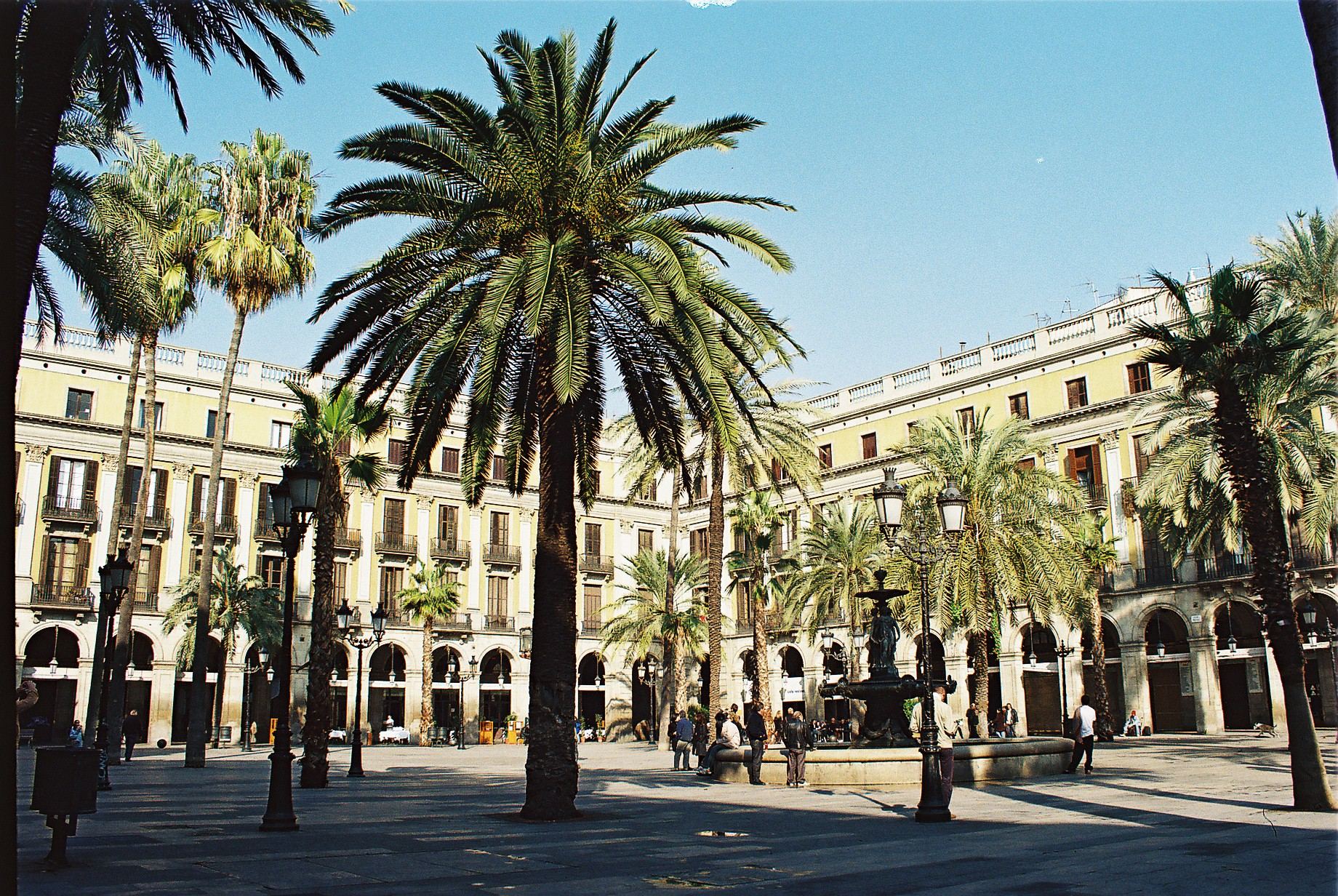
Plaça Reial

Francesc Daniel Molina i Casamajó (* 1812, in Vic; † 1867 in Barcelona) war ein katalanischer Architekt.
Sein Grundstudium absolvierte er an der Escola de la Llotja in Barcelona, die 1843 in der Real Academia de Bellas Artes de San Fernando aufging.
1852 entwarf er die Kirche de la Misericòrdia für die Stadtgemeinde von Canet de Mar. Aber sein wichtigstes Projekt war die Ausgestaltung der Plaça Reial in Barcelona in den Jahren von 1848 bis 1859. Dabei wandelte er das Modell des traditionellen spanischen Platzes um und begab sich ebenfalls an die Gestaltung der Portale und Fassadenstrukturierung, der zum Teil schon bestehenden Gebäude. Diese nahm er ebenso als Verbesserungsmaßnahmen am Teatre Principal vor.
Zusammen mit Josep Mas i Vila arbeitete er bei weiteren Aufträgen für die Stadt Barcelona, so zum Beispiel für die Gestaltung des oberen Pediments  an der Fassade der neoklassischen Casa de la Ciutat und für den  Saló de la Regna Regente bis 1860.
Die Plaça Molina ist 1874 ihm zu Ehren benannt worden.